# Collegiove
Collegiove è un comune italiano di 127 abitanti della provincia di Rieti nel Lazio.

## Geografia fisica

### Territorio
A ridosso del paese il Monte Cervia ed il Monte Navegna, da cui prende il nome la splendida riserva naturale che, oltre Collegiove, comprende anche i comuni di Marcetelli, Varco Sabino, Paganico, Ascrea, Nespolo, Collalto, Castel di Tora e Roccasinibalda, per un totale di 3.624 ettari.
Raggiungibile in un'ora di cammino, tutta la riserva è caratterizzata da folti boschi di faggi, castagni, olmi, querce, noccioli e aceri nei quali vivono aquile reali, lupi e gatti selvatici. Come altri paesi limitrofi, anche Collegiove fece per lungo tempo parte della baronia di Collalto, di cui divenne feudo dipendente seguendone le vicende storiche nel corso dei secoli.
Sul monte Cervia c'è un sistema di grotte carsiche noto come "Grotte di Paganico", ancora da esplorare.

### Clima
Classificazione climatica: zona F, 3187 GR/G

## Storia
Le origini del borgo sono molto antiche e alcuni studiosi le fanno risalire al periodo della dominazione romana. Secondo alcuni studiosi, tra cui il Martelli, il primo nucleo fu edificato in una zona in cui anticamente sorgeva un tempio romano dedicato a Giove Rotondo, divinità pagana da cui probabilmente il paese prende il nome.
È probabile che in una prima fase l'insediamento sia stato caratterizzato da forme poco accentrate e che solo in un secondo tempo, probabilmente tra il XII ed il XIII secolo, con l'espandersi della signoria dei Collalto sulla zona, i nuovi signori abbiano provveduto ad accentrare la popolazione in un unico centro fortificato.
Il nome "Collis Iovis" compare per la prima volta nel 1252 nel registro delle chiese presenti nel territorio della diocesi di Rieti.

## Monumenti e luoghi d'interesse

### Architetture religiose
Chiesa di S. Maria - antica chiesa parrocchiale, conserva al suo interno numerose opere di artisti locali e due splendidi campanili del XVI secolo. Conserva, inoltre, una grande tazza marmorea di età romana, trovata a Colle Santo e usata come acquasantiera.

### Aree naturali
- Riserva naturale Monte Navegna e Monte Cervia;

## Società

### Evoluzione demografica
Abitanti censiti

### Etnie e minoranze straniere
Secondo i dati ISTAT al 31 dicembre 2015 la popolazione straniera residente era di 64 persone (30,04%).

### Istituzioni, enti e associazioni
Pro Loco
La Pro Loco di Collegiove, è stata eletta il 4 dicembre 2010 presso la sala comunale dopo che il precedente direttivo ha deciso di non cederla alla provincia e alla regione ma di consegnarla ad una nuova generazione che, come loro, porti innovazioni, divertimenti e quant'altro affinché il paese torni ad essere una meta per tantissime persone.
I direttivi che hanno guidato fin qui la Pro Loco non sono politicamente schierati né hanno orientamenti ideologici: la scelta di rilevare la Pro Loco e di mantenerla attiva è dunque ad esclusivo vantaggio della comunità, e mira con l'incremento della popolazione e del turismo a mantenere viva una piccola realtà montana come questa.
Le iniziative sono organizzate senza scopo di lucro, ed i ricavi sono esclusivamente utilizzati per aumentare la quantità e migliorare la qualità degli eventi allestiti durante l'anno.
Ad oggi (febbraio 2019) sia l'amministrazione comunale nella persona del sindaco Domenico Manzocchi, sia la Pro Loco, sia infine il Centro Anziani viaggiano sulla stessa lunghezza d'onda, con un unico comune obiettivo: unità e rilancio del paese ad alti livelli, come sempre nel passato.
Tutti gli aggiornamenti, informazioni ed il calendario degli eventi, si possono trovare sulla pagina Facebook: La Voce di Collegiove Sabino costantemente aggiornata.

## Cultura

### Istruzione

#### Musei
Museo della Civiltà Contadina - Sito in Via Umberto I (Locale Ex Biblioteca adiacente alla Chiesa).
Al fine di rivalutare e ridare la giusta importanza alla memoria storica della vita contadina per ristabilire gli antichi legami con il proprio passato e testimoniare gli aspetti materiali di una civiltà che, attraverso la fatica del lavoro dell'uomo, ha tramandato per secoli i riti della società contadina.

## Economia
L'economia è legata principalmente all'agricoltura ed all'allevamento.

## Amministrazione
Nel 1923 passa dalla provincia di Perugia in Umbria, alla provincia di Roma nel Lazio, e nel 1927, a seguito del riordino delle circoscrizioni provinciali stabilito dal regio decreto n. 1 del 2 gennaio 1927, per volontà del governo fascista, quando venne istituita la provincia di Rieti, Collegiove passa a quella di Rieti.
| Periodo | Periodo   | Primo Cittadino    | Partito                     | Carica  | Note       |
| ------- | --------- | ------------------ | --------------------------- | ------- | ---------- |
| 1995    | 1999      | Giovanni Pompei    | lista civica                | Sindaco |            |
| 1999    | 2004      | Giovanni Pomperi   | lista civica                | Sindaco | 2º mandato |
| 2004    | 2009      | Pietro Petroni     | lista civica                | Sindaco | Dimesso    |
| 2009    | 2014      | Giovanni Pompei    | lista civica                | Sindaco |            |
| 2014    | 2019      | Domenico Manzocchi | lista civica Tre Spighe     | Sindaco |            |
| 2019    | 2024      | Domenico Manzocchi | lista civica Per Collegiove | Sindaco | 2º mandato |
| 2024    | in carica | Domenico Manzocchi | Lista civica Per Collegiove | Sindaco | 3° mandato |

### Altre informazioni amministrative
Il paese appartiene alla Comunità Montana del Turano.